# Hernádszentistván
Hernádszentistván (szlovákul: Kostoľany nad Hornádom) község Szlovákiában, a Kassai kerület Kassa-környéki járásában.

## Fekvése
Kassa központjától 9 km-re északra, a Hernád jobb partján fekszik.

## Története
1423-ban „Zenthesthwan” néven említik először, amikor Zsigmond király a szokolyi váruradalmat Pálóci Imrének és Mátyásnak adja. A falunak régen temploma is volt, melyet Szent István király tiszteletére szenteltek. 1427-ben kilenc portát számláltak a faluban. 1440-ben „Zenthesthwan”, 1555-ben „Zent Istwan” néven említik. Ekkor jelenik meg a falu későbbi szlovák neve is Costelanka alakban. A század közepén lakói reformátusok lettek. 1787-ben 46 házában 309 lakos élt.
A 18. század végén Vályi András így ír róla: „SZENT ISTVÁN. Rozelani. Tót falu Sáros Várm. földes Ura Kassa Városa, lakosai katolikusok, fekszik Kassához 1 1/2 mértföldnyire; határja középszerű.”
1828-ban 82 ház állt a községben 622 lakossal. Lakói főként mezőgazdasággal foglalkoztak, emellett vasércet bányásztak, majd a 19. század végétől a kőbányában dolgoztak.
Fényes Elek 1851-ben kiadott geográfiai szótárában így ír a faluról: „Szent-István, tót falu, Sáros vmegyében, a Hernád mellett, Kassához 1 mfd. 392 kath. lak., kath. paroch. templommal. Sörfőzőház. Vizimalom. Nagy erdő. F. u. Kassa város.”
A 20. század elején műtrágyagyártó üzem épült a községben. A trianoni diktátumig Sáros vármegye Lemesi járásához tartozott.
Hernádszentistvánt (2003-ig), Sároskisfalut és Tapolcsányt 1960-ban Družstevná pri Hornáde néven egyesítették. 2003-tól újra önálló település.

## Népessége
| Év:            | 1994. | 2004. | 2014.   | 2024.   |
| -------------- | ----- | ----- | ------- | ------- |
| Emberek száma: | 0     | 1199  | 1229    | 1188    |
| Eltérés:       |       | –     | +2,50 % | -3,33 % |

| Év:            | 2023. | 2024.   |
| -------------- | ----- | ------- |
| Emberek száma: | 1207  | 1188    |
| Eltérés:       |       | -1,57 % |

1880-ban 497 lakosából 454 szlovák és 10 magyar anyanyelvű volt.
1890-ben 463 lakosából 432 szlovák és 18 magyar anyanyelvű volt.
1900-ban 506 lakosából 459 szlovák és 34 magyar anyanyelvű volt.
1910-ben 588 lakosából 496 szlovák és 67 magyar anyanyelvű volt.
1921-ben 536 lakosából 460 csehszlovák és 60 magyar volt.
1930-ban 738 lakosából 725 csehszlovák és 6 magyar volt.
1991-ben 2901 lakosából 2820 szlovák és 1 magyar volt.[forrás?]
2011-ben 1202 lakosából 1106 szlovák, 2 magyar és 1 cigány volt.[forrás?]
2021-ben 1247 lakosából 1183 (+3) szlovák, 2 (+1) magyar, (+6) cigány, 1 (+13) ruszin, 11 (+1) egyéb és 50 ismeretlen nemzetiségű volt.

## Nevezetességei
- A kegytemplomot Kisboldogasszony tiszteletére szentelték. A 16–17. században, majd 1707 és 1714 között a protestánsok foglalták el. 1733-ban Kassa városa szépen felújította, ekkor került ide a máriapócsi kegykép másolata. Népszerű búcsújáróhely lett a számos imameghallgatás miatt. A templom kicsi lett a sok zarándoknak, ezért Kassa városa 1803-ban egy nagyobb kegytemplomot épített egy dombon, az erdő szélén.

## Neves személyek
- Itt született 1895. január 17-én Mécs László költő.
- Itt született 1912. március 11-én Pálfy Matild tornász olimpikon.